# Грибков, Сергей Иванович
Серге́й Ива́нович Грибко́в (4 июля 1822, Касимов ― 16 декабря 1893, Москва) ― русский художник, мастер жанровой, исторической и портретной живописи, автор росписей храмов.

## Биография
Из семьи мелкого торговца. Живописью стал заниматься поздно. С 1844 года учился в Московском училище живописи, ваяния и зодчества у М. И. Скотти и А. Н. Мокрицкого. В 1851 году за картину «Испанка, молящаяся в церкви» получил похвальную грамоту Совета МХО и в 1852 году от Академии художеств звание неклассного художника исторической живописи. За картину «Ссора Ивана Ивановича с Иваном Никифоровичем» ― по повести Н. В. Гоголя ― первое место на конкурсе Московского общества любителей художеств (1864).
Участник различных московских выставок, Всероссийской выставки 1882 года.
В 1880—1890-е годы преподавал в собственной художественной студии.
В 1890 году ездил в Данию, где в соборе города Лаасби написал образ Христа. Вернувшись в Россию, писал иконы, расписывал в Москве церкви Параскевы Пятницы и Михаила Архангела в Овчинниках, Св. Николая на Маросейке и кафедральный собор в Курске. 
Существует ошибочное представление, что в последние годы жизни Грибков картин не писал. На самом деле известны по меньшей мере 7 датированных картин 1882-1893 гг., в числе которых особенно известна жанровая картина «Таланты и поклонники» 1892 года (см. ниже перечень работ художника).
Умер Сергей Иванович в бедности. В. А. Гиляровский пишет, что хоронили его на собранные деньги, поскольку «в доме не оказалось ни гроша». Похоронен на Даниловском кладбище.
Картины находятся в Третьяковской галерее, Русском музее, в Рязани, Краснодаре, Баку, Касимове и других музеях.

## Творчество
С. И. Грибков работал в различных жанрах. Кроме исторических картин («Ксения Годунова», «Киевлянин переплывает Днепр под стрелами печенегов» и др.) писал жанровые, собственно, и принесшие ему известность: «Кутёж приказчиков», «Обед Хлестакова», «Проводы рекрута», «Прачка», «Крестьянин стрижёт овцу», «Кот и повар», «Праздничный день чиновника» и др. Удавались Грибкову и портреты, особенно женские («Девушка у колодца», «Благословение невесты», «Женщина у фонтана» и др.).
Грибков расписал стены Екатерининской больницы в Москве, Вознесенский собор в родном Касимове.

## Сводный каталог произведений
| №№ | Картина | Название на русском языке                              | Дата создания                     | Размер / Материал            | Местонахождение                                                                          | Комментарии |
| -- | ------- | ------------------------------------------------------ | --------------------------------- | ---------------------------- | ---------------------------------------------------------------------------------------- | --- |
|    |         | Крестьянин, стригущий овцу                             | 1852                              | 100 × 128 см; масло, холст   | Москва, Государственная Третьяковская галерея                                            | |
|    |         | Молодая монахиня во время молитвы (Молящаяся монахиня) | 1852                              | ? × ? см; масло, холст       | Санкт-Петербург, Государственный Русский музей                                           | |
|    |         | Кот и повар (из басни Ивана Андреевича Крылова)        | 1854                              | 65,2 × 53,2 см; масло, холст | Частное собрание                                                                         | |
|    |         | Девушка у колодца                                      | 1855                              | 89 × 70,5 см; масло, холст   | Москва, Государственная Третьяковская галерея                                            | |
|    |         | Ссора Ивана Ивановича с Иваном Никифоровичем           | 1864                              | 32,5 × 41,5 см; масло, холст | Санкт-Петербург, Государственный Русский музей                                           | картина написана по мотивам повести "Повесть о том, как поссорился Иван Иванович с Иваном Никифоровичем" (1834) великого классика русской литературы Николая Васильевича Гоголя (1809-1852) |
|    |         | В церкви                                               | 1860-е                            | ? × ? см; масло, холст       | местонахождение не установлено                                                           | |
|    |         | Перед свадьбой                                         | около 1872                        | ? × ? см; масло, холст       | Тамбов, Тамбовская областная картинная галерея                                           | |
|    |         | Водовоз                                                | 1873                              | 49 × 62,5 см; масло, холст   | Сумы, Сумской областной художественный музей имени Н. Х. Онацкого                        | |
|    |         | У дверей приюта                                        | 1874                              | 125 × 87 см; масло, холст    | Иркутск, Иркутский областной художественный музей                                        | |
|    |         | Портрет Николая Григорьевича Рубинштейна               | 1870-е                            | 70 × 50 см; масло, холст     | Москва, Всероссийское музейное объединение музыкальной культуры имени М. И. Глинки       | на картине изображён Николай Григорьевич Рубинштейн (1835-1881), российский пианист-виртуоз, дирижёр, основатель и первый директор Московской консерватории                                 |
|    |         | Ксения Годунова                                        | 1876                              | 98 × 80 см; масло, холст     | Тверь, Тверская областная картинная галерея                                              | |
|    |         | Дворецкий                                              | 1879                              | ? × ? см; масло, холст       | Чебоксары, Чувашский государственный художественный музей                                | |
|    |         | В лавке                                                | 1882                              | 62,2 × 48 см; масло, холст   | Ростов-на-Дону, Ростовский областной музей изобразительных искусств                      | |
|    |         | Боярышня у водоёма                                     | 1884                              | 106 × 82 см; масло, холст    | Саранск, Мордовский республиканский музей изобразительных искусств им. С. Д. Эрьзи       | |
|    |         | У зеркала (Девушка с ожерельем)                        | 1884                              | ? × ? см; масло, холст       | местонахождение не установлено                                                           | |
|    |         | Благословение на свадьбу                               | 1886                              | 78 × 89 см; масло, холст     | Барнаул, Государственный художественный музей Алтайского края                            | |
|    |         | У колыбели                                             | 1889                              | 115 × 87,8 см; масло, холст  | Елец, Елецкий городской краеведческий музей                                              | |
|    |         | Таланты и поклонники                                   | 1892                              | 69 × 91 см; масло, холст     | Частное собрание                                                                         | картина написана по мотивам пьесы "Таланты и поклонники" (1881) великого русского драматурга Александра Николаевича Островского (1823-1886)                                                 |
|    |         | Прятки                                                 | около 1893                        | 138 × 113 см; масло, холст   | Вологда, Вологодская областная картинная галерея                                         | |
|    |         | Дама с маской                                          | 2-я половина XIX века, но до 1893 | 58 × 49 см; масло, холст     | Киров, Вятский художественный музей имени В. М. и А. М. Васнецовых                       | |
|    |         | Во дворе                                               | 2-я половина XIX века, но до 1893 | 66 × 48 см; масло, холст     | Рязань, Рязанский государственный областной художественный музей имени И. П. Пожалостина | |